# جورج هاند رايت
جورج هاند رايت (بالإنجليزية: George Hand Wright)‏ هو رسام أمريكي، ولد في 6 أغسطس 1872 في Fox Chase, Philadelphia ‏ في الولايات المتحدة، وتوفي في 14 مارس 1951 في ويستبورت (كونيتيكت) في الولايات المتحدة.

## معرض صور

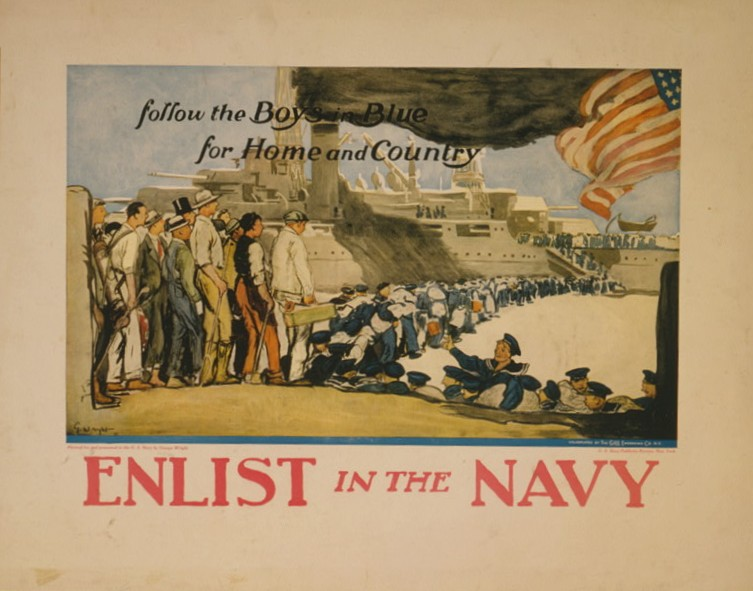
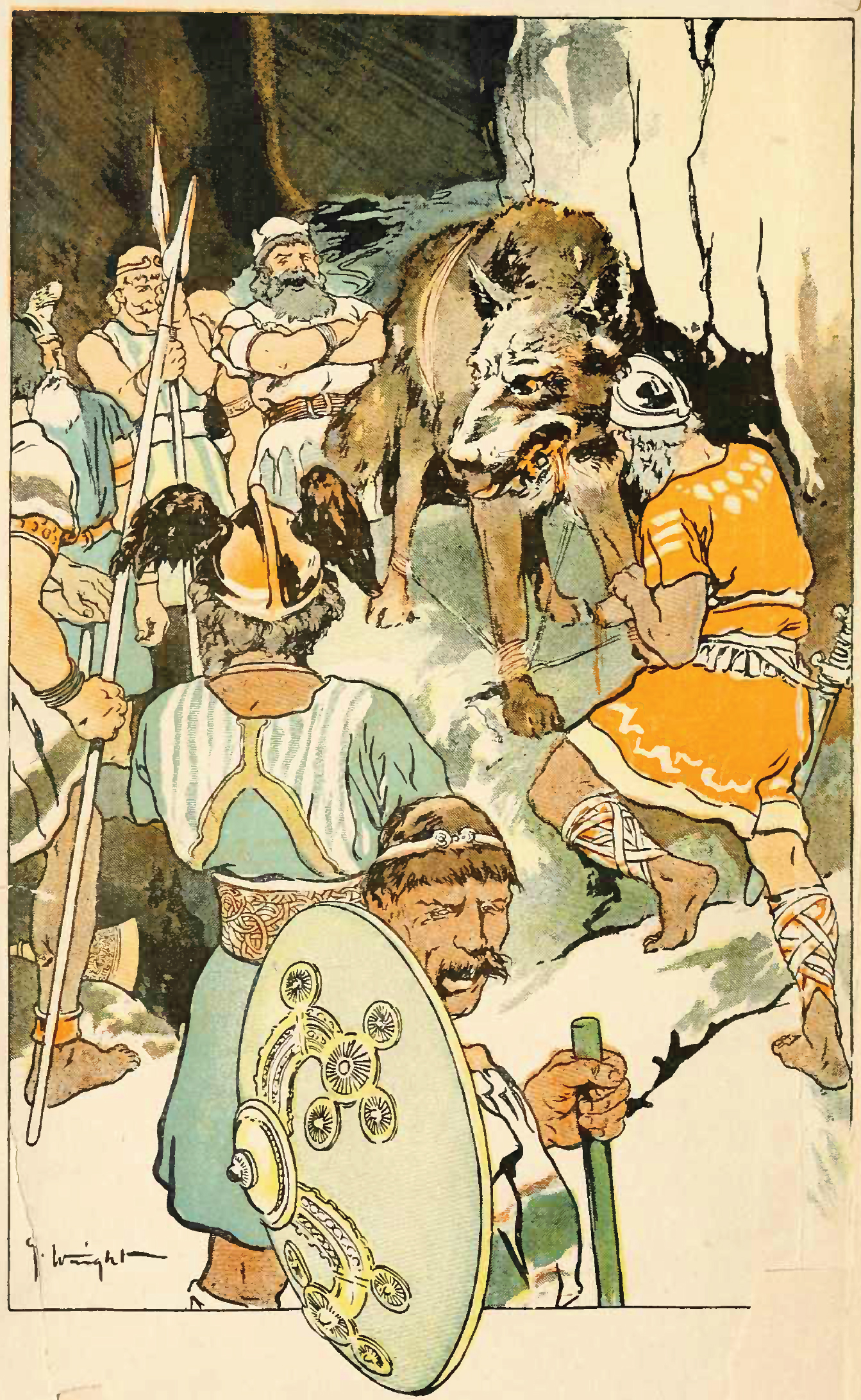
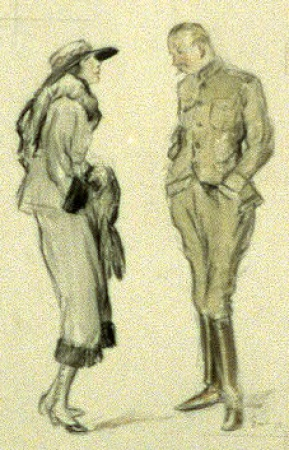